# Estadio Bergholz
El Stadion Bergholz por razones de patrocinio Lidl Arena, es un estadio de fútbol ubicado en la ciudad de Wil, Cantón de San Galo, Suiza. El estadio posee una capacidad para 6.050 personas y es utilizado por el club FC Wil 1900 que disputa la Swiss Challenge League.
La superficie de juego del estadio es de césped artificial y tiene cuatro mástiles de iluminación de 38 metros de altura, que tienen un total de 126 focos y aportan una iluminancia de 700 lux al campo. En 2013, la instalación se transformó en el "Sportpark Bergholz", con la construcción de una piscina olímpica y una pista de hockey sobre hielo.
En noviembre de 2013, la empresa Wil IGP Pulvertechnik se convirtió en el patrocinador principal del parque deportivo. Por lo tanto, el estadio de fútbol se llamó oficialmente "IGP Arena". La empresa pagó 100.000 francos al año por ello. A finales de 2019, el patrocinador principal abandonó el contrato. Después de una búsqueda de tres años, se encontró un nuevo patrocinador de nombre en 2022 con el minorista Lidl Suiza. Desde entonces, el estadio se llama "Lidl Arena".